# العلاقات السويسرية الغواتيمالية
العلاقات السويسرية الغواتيمالية هي العلاقات الثنائية التي تجمع بين سويسرا وغواتيمالا.

## مقارنة بين البلدين
هذه مقارنة عامة ومرجعية للدولتين:
| وجه المقارنة                                              | سويسرا                                                                                      | غواتيمالا       |
| --------------------------------------------------------- | ------------------------------------------------------------------------------------------- | --------------- |
| المساحة (كم2)                                             | 41.28 ألف                                                                                   | 108.89 ألف      |
| عدد السكان (نسمة)                                         | 8.21 مليون                                                                                  | 17.26 مليون     |
| الكثافة السكانية (ن./كم²)                                 | 198.89                                                                                      | 158.51          |
| العاصمة                                                   | برن                                                                                         | غواتيمالا       |
| اللغة الرسمية                                             | اللغة الألمانية، اللغة الإيطالية، لغة فرنسية، اللغة الرومانشية، الألمانية السويسرية الموحدة | اللغة الإسبانية |
| العملة                                                    | فرنك سويسري                                                                                 | كتزال غواتيمالي |
| الناتج المحلي الإجمالي (بليون دولار)                      | 678.89 مليار                                                                                | 75.62 مليار     |
| الناتج المحلي الإجمالي (تعادل القوة الشرائية) بليون دولار | 518.07 مليار                                                                                | 126.21 مليار    |
| الناتج المحلي الإجمالي الاسمي للفرد دولار أمريكي          | 80.94 ألف                                                                                   | 3.90 ألف        |
| الناتج المحلي الإجمالي للفرد دولار أمريكي                 | 59.54 ألف                                                                                   | 7.45 ألف        |
| مؤشر التنمية البشرية                                      | 0.930                                                                                       | 0.627           |
| رمز المكالمات الدولي                                      | +41                                                                                         | +502            |
| رمز الإنترنت                                              | .ch، .swiss ‏                                                                                | .gt             |
| المنطقة الزمنية                                           | توقيت وسط أوروبا، ت ع م+01:00، ت ع م+02:00، أوروبا/زيورخ ‏                                   | 00              |

## منظمات دولية مشتركة
يشترك البلدان في عضوية مجموعة من المنظمات الدولية، منها:
| علم المنظمة | اسم المنظمة                               | تاريخ انضمام سويسرا | تاريخ انضمام غواتيمالا |
| ----------- | ----------------------------------------- | ------------------- | ---------------------- |
|             | مؤسسة التمويل الدولية                     | 29 مايو 1992        | 20 يوليو 1956          |
|             | منظمة حظر الأسلحة الكيميائية              | ?                   | ?                      |
|             | يونسكو                                    | 28 يناير 1949       | 2 يناير 1950           |
|             | الاتحاد الدولي للاتصالات                  | 1866                | 10 يوليو 1914          |
|             | الأمم المتحدة                             | 10 سبتمبر 2002      | 21 نوفمبر 1945         |
|             | منظمة الشرطة الجنائية الدولية             | ?                   | ?                      |
|             | البنك الدولي للإنشاء والتعمير             | 29 مايو 1992        | 28 ديسمبر 1945         |
|             | الاتحاد البريدي العالمي                   | ?                   | ?                      |
|             | مؤسسة التنمية الدولية                     | 29 مايو 1992        | 27 أبريل 1961          |
|             | منظمة التجارة العالمية                    | ?                   | ?                      |
|             | المركز الدولي لتسوية المنازعات الاستشارية | 14 يونيو 1968       | 20 فبراير 2003         |
|             | وكالة ضمان الاستثمار متعدد الأطراف        | 12 أبريل 1988       | 11 يوليو 1996          |

## أعلام
هذه قائمة لبعض الشخصيات التي تربطها علاقات بالبلدين:
- جاكوبو أربينز (14 سبتمبر 1913[23][24][25] – 27 يناير 1971[23][24][25])
- سولونا ساماي (مغنية دنماركية، 27 أغسطس 1990[26] – )

## وصلات خارجية
- موقع وزارة الخارجية السويسرية
- موقع وزارة الخارجية الغواتيمالية